# Messier 68
Messier 68 (M68) även känd som NGC 4590 är en klotformig stjärnhop i stjärnbilden Vattenormen. Den upptäcktes 1780 av Charles Messier. William Herschel beskrev den som "ett vackert kluster av stjärnor, extremt rik och så komprimerat att de flesta stjärnorna blandas ihop". Hans son John noterade att allt var "klart upplöst ned till stjärnor av 12:e magnituden, mycket glest och ojämnt vid gränserna".

## Egenskaper
Messier 68 ligger ca 33 600 ljusår bort från vårt solsystem. Den kretsar kring Vintergatans galaktiska utbuktning med en stor excentricitet på 0,5. Detta tar den ut till 100 000 ljusår från galaxens centrum. Den rör sig närmare solen med en hastighet av ca 112 km/s. Den är en av de mest metallfattiga klotformiga stjärnhoparna, vilket innebär att den har underskott på andra element än väte och helium. Hopen kan vara under kärnkollaps och visar tecken på att vara i rotation. Den kan ha kommit in i Vintergatan genom  dess gravitationsband till galaxen genom  överföring från en satellitgalax.
År 2015 hade 50 variabla stjärnor identifierats i Messier 68. De första 28 identifierades redan 1919–1920 av den amerikanske astronomen Harlow Shapley. De flesta variablerna är av typen RR Lyrae, eller periodiska variabler. Sex av variablerna är av typen SX Phoenicis-variabel, som visar ett kortvarigt pulserande beteende.

## Galleri

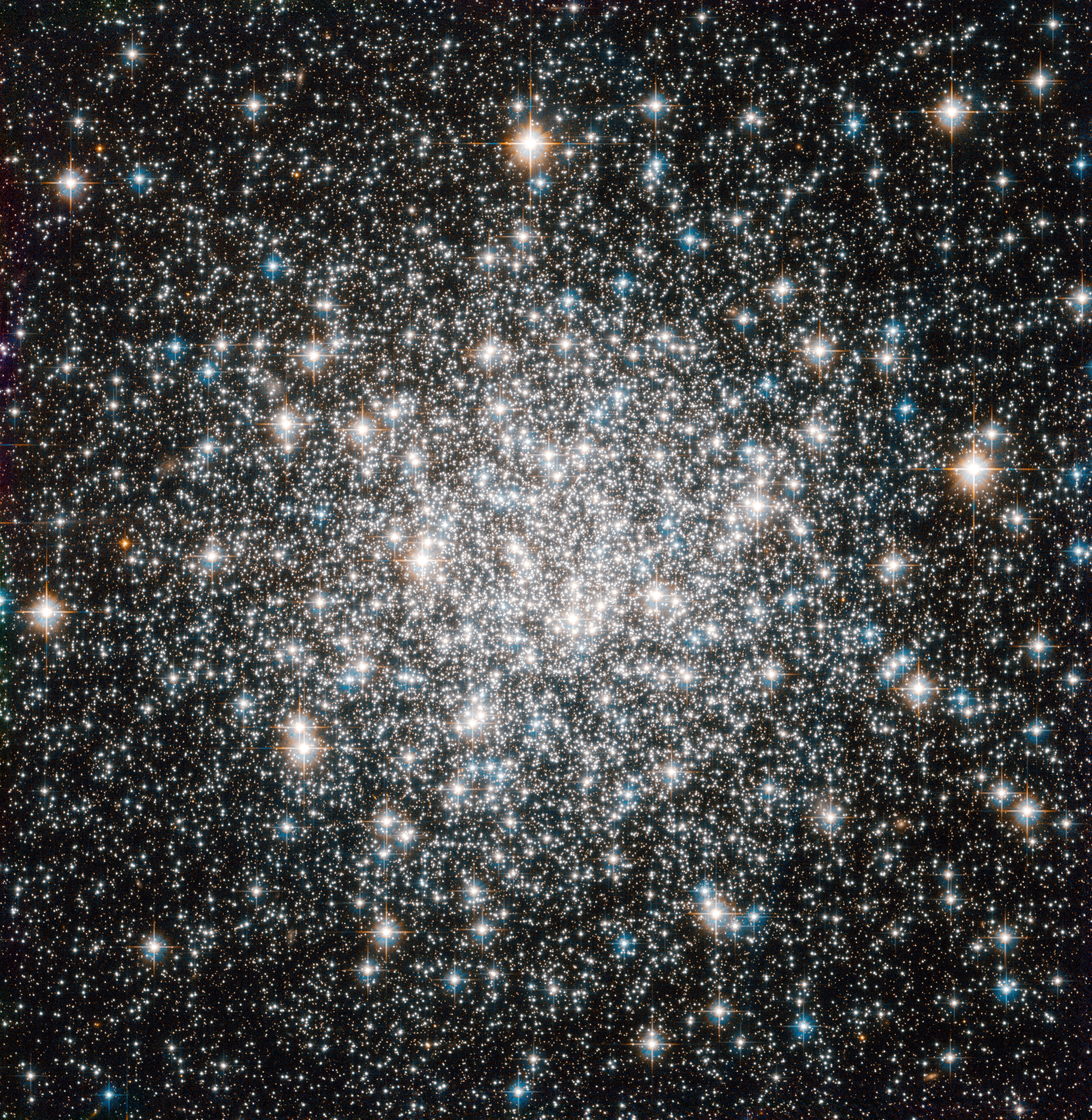
Bild av M68 tagen med vidvinkelobjektiv på Hubble's Advanced Camera for Surveys.